# Lista celor mai lungi 10 pontificate
Lista celor mai lungi zece pontificate ale papilor în Biserica Catolică cu un adaus:
1. Sfântul Petru (30 - 64/67): 34 sau 37 de ani (detalii mai jos)
2. Papa Pius al IX-lea (1846–1878): 31 de ani și 7 luni (11560 zile).
3. Papa Ioan Paul al II-lea (1978–2005): 26 de ani 5 luni și 17 zile (9665 zile).
4. Papa Leon al XIII-lea (1878–1903): 25 de ani, 4 luni și 29 zile (9280 zile).
5. Papa Pius al VI-lea (1775–1799): 24 de ani și 6 luni (8962 zile).
6. Papa Adrian I (772–795): 23 de ani și 10 luni (8728 zile).
7. Papa Pius al VII-lea (1800–1823): 23 de ani și 5 luni (8559 zile).
8. Papa Alexandru al III-lea (1159–1181): 21 de ani, 11 luni și  2 zile (8001 zile).
9. Papa Silvestru I (314–335): 21 de ani și 11 luni.
10. Papa Leon I (440–461): 21 de ani și o lună.
11. Papa Urban al VIII-lea (1623–1644): 20 de ani, 11 luni și 23 zile (7663 zile).

## Sfântul Petru
Locul Sfântului Petru în listă este o problemă disputată.
Lungimea pontificatului său este luată din surse tradiționale și astfel datele nu sunt sigure. (în particular, pentru data morții sunt considerați doi ani). În mod tradițional, Petru a locuit în Roma 25 de ani iar termentul pontificatului începe cu data investiturii de la Isus Cristos. 
Unii necatolici consideră că Petru nici nu ar trebui să fie în listă (și nici măcar lista papilor) pentru că papalitatea pe care o știm nu ar fi existat decât în ultimele secole. Ei ar consideră ocupanții locurilor 2-11 ca fiind cele mai lungi zece pontificate. Totuși aceste informații nu se bazează pe nici un fapt istoric sau de altă natură, concludent.
Catolicii, pe de altă parte, consideră că Sfântul Petru trebuie să fie în listă ca primul, în virtutea investirii de la Isus și special fiind primul episcop al Romei. Astfel, toți ceilalți papi sunt succesorii lui Petru.
Pentru a vedea ce este papalitatea, vezi papă.
Vezi de asemenea: Lista celor mai scurte 10 pontificate